# Indépendants Républicains
De Indépendants Républicains IR, Nederlands: Onafhankelijke Republikeinen, vormden tijdens de laatste periode van de Derde Franse Republiek een fractie in het Parlement van Frankrijk. De fractie van de Indépendants Républicains werd in 1928 gevormd, eerst als Indépendants en sinds 1936 als Indépendants Républicains. De  conservatieve, en deels liberale fractie stond rechts van de Fédération Républicaine.
Een aantal parlementariërs van de Indépendants Républicains sloten zich in 1938 bij de uiterst rechtse Parti Social Français aan. De IR-fractie verdween in de loop van de jaren 50.
Jean Ybarnegaray was lid van de IR.
Er was aan het begin van de 20ste eeuw ook een conservatief-liberale groepering in de Kamer van Afgevaardigden, of Chambre des Députés, die als Indépendants Républicains bekend stond.

## Verkiezingsuitslagen 1932-1951
- Uitslagen Kamer van Afgevaardigden en in de Nationale Vergadering

| jaar          | zetels |
| ------------- | ------ |
| 1932          | 16     |
| 1936          | 13     |
| 1945          | 14     |
| juni 1946     | 32     |
| november 1946 | 26     |
| 1951          | 53     |

## Voetnoten
1. 1 2 3  lijstverbinding met andere rechtse partijen